# Squeak
Squeak是一套Smalltalk的程序开发平台。Squeak可以自由下载，不需任何费用，包括所有的源代码，还附有虚拟机器（VM）。Squeak 4.0有MIT版权。
1996年，Smalltalk的发明者艾伦·凯加入了迪斯尼公司，任Imagineering公司的副总裁，从事开发Squeak软件，Squeak派生自Smalltalk-80版本1。Dr. Geo II是用Squeak开发的。MIT媒体实验室推动的OLPC计划，采用Squeak作为开发环境。

## 图形界面架构
- Morphic的一个实现，源于Self的图形直接操纵界面框架，是Squeak的主要界面。
- Etoys，基于Morphic。
- Tweak，新的实验界面。
- Squeak versions 3.8及更早的版本还有MVC，是一种模型-视图-控制器架构模板[2]。